# Emir Gökalp
Hasan Emir Gökalp (Smirne, 12 ottobre 1995) è un cestista turco.

## Palmarès
- Coppa di Turchia: 1

Bandırma Banvit: 2017
- FIBA Europe Cup: 1

Bahçeşehir: 2021-22